# لغز الجزيرة
لغز الجزيرة (بالإسبانية: Néboa)‏ هو مسلسل تلفزيوني إسباني من فئة الغموض والإثارة، من بطولة إيما سواريز وإيزابيل نافيرا. ألف الكتاب خوسيه مورايش وفيكتور سييرا وألبرتو غونتين، وأُنتج بالتعاون بين RTVE وفوز أوديوفيسوال. تدور أحداث المسلسل في منطقة جليقية، حول التحقيق في سلسلة من جرائم القتل المتسلسلة التي تقع في مجتمع جزيرة صغيرة في فترة الكرنفال. عُرض المسلسل لأول مرة على قناة La 1 في عام 2020.

## قصّة المسلسل
تدور أحداث القصة في نيبوا وهي جزيرة خيالية تقع قبالة سواحل جليقية. تظهر جثة مراهق في الليلة الأولى من كرنفال إنترويدو في نيبوا. تحاكي جريمة القتل نمط عمليات القتل السابقة التي حدثت في عامي 1919 و1989، وكلاهما أثار سلسلة قتل متسلسلة مع وفيات متعددة. يعتقد السكان المحليون أن القاتل هو أوركو وهو رجل برأس ذئب من القصص الشعبية. يحاول ثلاثة عملاء من الحرس المدني مونيكا أورتيز وكارميلا سوتو والملازم فيرو حل اللغز وتجنب.

## وصلات خارجية
- لغز الجزيرة على موقع IMDb (الإنجليزية)
- لغز الجزيرة على موقع قاعدة بيانات الأفلام العربية
- لغز الجزيرة على موقع فيلمافينيتي (الإسبانية)
- لغز الجزيرة على موقع كينوبويسك (الروسية)
- لغز الجزيرة على موقع قاعدة بيانات الفيلم (الإنجليزية)